# Il rosso e il blu
Pour plus de détails, voir Fiche technique et Distribution.
Il rosso e il blu (en français Le Rouge et le Bleu) 
est un film italien de Giuseppe Piccioni sorti en 2012.

## Synopsis
Le scénario se déroule dans un lycée de Rome : La jeune principale d'un lycée, motivée et efficace malgré un drastique budget de fonctionnement, un professeur âgé, autoritaire et irritable, et un jeune remplaçant sincère et investi se trouvent emmêlés dans un processus relationnel compliqué avec certains élèves  caractérisés par les complexes des dernières générations : ambiguïté entre la réalité (vécu) et la fiction (imaginaire), le scepticisme culturel, le désenchaînement social qui les rendent opaques et inexpressifs.
Ces attitudes empêchent de mettre en œuvre des solutions efficaces aux problèmes actuels de la culture et de l'école  et finissent par influer sur le comportement collectif.
Que ce soit à l'intérieur ou à l'extérieur du contexte scolaire ces comportements finissent par devenir des catalyseurs et changera le comportement des personnages  et des erreurs naissent l'espoir et les solutions :
La rigueur de la principale passera pour une touchante expérience qui la portera à extérioriser chaleur humaine et affection ; l'ancien professeur, d'abord sarcastique et extravagant, retrouvera vitalité et motivation ; et le jeune suppléant, d'abord candide et têtu apprendra à affronter l'imprévisibilité des réactions jusqu'à  trouver une posture adaptée pour stimuler les élèves à la curiosité culturelle.
En arrière-plan des événements, un couple d'élèves prendra conscience des valeurs de l'amour et de la famille desquelles il essayait de s'affranchir.

## Fiche technique
- Titre original : Il rosso e il blu   (Le rouge et le bleu)
- Titre français :
- Réalisation : Giuseppe Piccioni
- Scénario : Marco Lodoli
- Mise en scène : Giuseppe Piccioni, Francesca Manieri
- Décors :
- Musique :
- Photographie : Roberto Cimatti
- Montage : Esmeralda Calabria
- Production : Bianca Film - Donatella Botti
- Société de distribution :
- Distributeur pour l'Italie :
- Pays d'origine :  Italie
- Langue originale : italien
- Format couleur : 35 mm
- Genre : Dramatique
- Durée : 90 minutes
- Dates de sortie : 
  -  Italie : 17 août 2012 (avant première)
  -  France :

## Distribution
- Margherita Buy : Preside Giuliana
- Riccardo Scamarcio : Prof. Giovanni Prezioso
- Roberto Herlitzka : Prof. Fiorito
- Silvia D'Amico : Angela Mordini
- Davide Giordano: Enrico Brugnoli
- Nina Torresi: Melania
- Ionut Paun: Adam
- Lucia Mascino: Elena Togani
- Domiziana Cardinali: Silvana Petrucci
- Gene Gnocchi: ami de Giuliana
- Elena Lietti: Emma Tassi
- Alexandru Bindea: père d'Adam
- Marco Casazza: Luigi Ferrari
- Roberto Brunetti: parent susceptible

## Date de distribution
Le film a été distribué dans les salles italiennes le 21 septembre 2012